# Баско
Баско, офіційно Муніципалітет Баско (ілок. Basco) — адміністративний центр філіппінської провінції Батанес.

## Географія
Громада розташовується на острові Батан у Лусонській протоці.

### Клімат
Місто знаходиться у зоні, котра характеризується вологим тропічним кліматом. Найтепліший місяць — червень із середньою температурою 28.3 °C (83 °F). Найхолодніший місяць — січень, із середньою температурою 21.7 °С (71 °F).
| Клімат Баско            | Клімат Баско | Клімат Баско | Клімат Баско | Клімат Баско | Клімат Баско | Клімат Баско | Клімат Баско | Клімат Баско | Клімат Баско | Клімат Баско | Клімат Баско | Клімат Баско | Клімат Баско |
| Показник                | Січ.         | Лют.         | Бер.         | Квіт.        | Трав.        | Черв.        | Лип.         | Серп.        | Вер.         | Жовт.        | Лист.        | Груд.        | Рік          |
| Абсолютний максимум, °C | 30           | 30           | 32           | 34           | 36           | 33           | 36           | 36           | 33           | 32           | 31           | 31           | 36           |
| Середній максимум, °C   | 24           | 25           | 27           | 28           | 31           | 31           | 31           | 31           | 30           | 28           | 27           | 25           | 28           |
| Середня температура, °C | 21           | 22           | 24           | 25           | 28           | 28           | 28           | 28           | 27           | 25           | 24           | 23           | 25           |
| Середній мінімум, °C    | 19           | 20           | 21           | 23           | 25           | 25           | 25           | 25           | 24           | 23           | 22           | 21           | 23           |
| Абсолютний мінімум, °C  | 11           | 13           | 16           | 16           | 17           | 20           | 21           | 20           | 21           | 17           | 17           | 15           | 11           |
| Норма опадів, мм        | 200          | 150          | 120          | 90           | 120          | 300          | 260          | 410          | 370          | 290          | 290          | 280          | 2920         |
| Днів з опадами          | 13           | 10           | 6            | 4            | 9            | 6            | 10           | 10           | 10           | 13           | 13           | 14           | 118          |
| Днів з дощем            | 14           | 9            | 8            | 6            | 7            | 10           | 11           | 14           | 15           | 14           | 13           | 15           | 140          |
| Вологість повітря, %    | 82           | 81           | 81           | 82           | 82           | 84           | 83           | 84           | 84           | 81           | 81           | 81           | 82           |
| ----------------------- | ------------ | ------------ | ------------ | ------------ | ------------ | ------------ | ------------ | ------------ | ------------ | ------------ | ------------ | ------------ | ------------ |
| Джерело: Weatherbase    |              |              |              |              |              |              |              |              |              |              |              |              |              |